# Juan Antonio Corretjer Montes
Juan Antonio Corretjer Montes   (Ciales, 3 de març de 1908 - San Juan, 19 de gener de 1985) fou un poeta, periodista i activista polític porto-riqueny. L'Ateneu Porto-riqueny li va atorgar el títol honorari de poeta nacional de Puerto Rico.

## Biografia
Va néixer en una família que estava a favor de la independència, fill de Diego Corretjer Hernández i María Brígida Montes González. El seu pare i oncles van estar implicats en la "Revolta de Ciales" del 13 d'agost de 1898 contra l'ocupació dels Estats Units. El 1920, amb només 12 anys, Corretjer va escriure el seu primer poema «Canto a Ciales» i, el 1924, va publicar el seu primer fulletó de poemes.
Es va unir a la «Societad Literaria de Jose Gautier Benitez», rebatejada més tard la «Juventud Nacionalista», mentre era encara a l'escola elemental. El 1927, es va traslladar a San Juan i va treballar com a periodista pel diari «La Democracia». Després va anar a Ponce on va publicar els seus primers dos llibres de poesia: «Agüeybaná» (1932) i «Ulises» (1933). Al llarg de la seva vida, va escriure per diaris i publicacions de Puerto Rico, Cuba i els Estats Units.
El 1935 va viatjar a Cuba i es va unir a un grup anti-Batista. Va viatjar a Haití i a la República Dominicana buscant suport internacional pel moviment d'independència de Puerto Rico.
El 1936 Corretjer va conèixer al dirigent nacionalista Pedro Albizu Campos i va ser anomenat Secretari General del Partit Nacionalista porto-riqueny. El 3 d'abril de 1936, un Jurat Federal va presentar acusacions en contra Pedro Albizu Campos, Juan Antonio Corretjer i altres de sedició i violacions de la llei 18 del codi penal del govern federal dels Estats Units. Els fiscals del govern van declarar que les tàctiques militars amb què els cadets eren ensenyats tenien l'únic propòsit d' enderrocar el Govern dels EUA. Un jurat compost per set porto-riquenys i cinc americans va acabar en desacord. El Jutge Robert A. Cooper va demanar un jurat nou, aquesta vegada compost per deu americans i dos porto-riquenys que va arribar a un veredicte de culpabilitat. Corretjer va ser enviat a la presó «La Princesa» per un any el 1937, perquè es va negar a lliurar a les autoritats americanes el Llibre d'Actes del Partit Nacionalista.
El 1937 un grup d'advocats, incloent un jove Gilberto Concepción de Gracia, van intentar defensar als Nacionalistes, però el Tribunal d'apel·lacions de Boston, que tenia jurisdicció sobre assumptes federals a Puerto Rico va confirmar la sentència. Albizu Campos i els altres dirigents Nacionalistes van ser enviats a la presó Federal d'Atlanta, Geòrgia.

## Poesia i assajos
Els temes i la inspiració pels seus poemes i assajos van ser dedicats a la defensa de la seva terra nativa. El seu poema èpic «Alabanza en la Torre de Ciales» (1953), és considerat una de les obres representatives del moviment "neocriollismo" i ha tingut una forta influència sobre molts poetes més tardans. A la poesia de Corretjer el taïno ja no és una figura idealitzada però si una al·legoria del llegat revolucionari. La seva poesia recollida en els poemaris «Agüeybaná» (1932), «Amor de Puerto Rico» (1937) i «Càntics de guerra» (1937), es van convertir en una mostra de l'estètica i dels valors nacionalistes de Puerto Rico.